# Morti nel 1581
| Questa pagina contiene informazioni ricavate automaticamente dalle voci biografiche con l'ausilio del template Bio e di un bot. L'aggiornamento è periodico e automatico e ricostruisce completamente la pagina. Se manca una persona in questa lista, sei pregato di non aggiungerla, ma accertati piuttosto che la sua voce biografica contenga il template Bio e che i dati anagrafici siano correttamente compilati. Se il template Bio manca, inseriscilo tu stesso o, in alternativa, metti l'avviso {{tmp\|Bio}} che ne segnala la mancanza. Se i dati riportati sono sbagliati, correggi direttamente la voce biografica; le modifiche saranno visibili in questa lista entro pochi giorni. Per chiarimenti vedi il progetto biografie. La lista contiene solo le 68 persone che sono citate nell'enciclopedia e per le quali è stato implementato correttamente il template Bio. Pagina aggiornata al 10 lug 2025. |

## Gennaio(3)
- 1º gennaio - Tobia Pallavicino, mercante italiano (n. 1520)
- 11 gennaio - Bartolomeo Vallante, brigante italiano
- 22 gennaio - Joos de Damhouder, giurista belga (n. 1507)

## Febbraio(5)
- 3 febbraio - Mahidevran, ottomana (n. 1500)
- 15 febbraio - Francisco Foreiro, religioso, teologo e orientalista portoghese (n. 1523)
- 19 febbraio - Eleonora d'Este, nobile italiana (n. 1537)
- 24 febbraio - Fabrizio Dentice, compositore, liutista e gambista italiano (n. 1539)
- 28 febbraio - Kyōgoku Takayoshi, militare giapponese (n. 1508)

## Marzo(3)
- 19 marzo - Francesco I di Sassonia-Lauenburg, duca (n. 1510)
- 20 marzo - Salvatore Pacini, vescovo cattolico, diplomatico e funzionario italiano (n. 1506)
- 25 marzo - Giovanni Battista Camozzi, letterato e filologo italiano (n. 1515)

## Aprile(1)
- 5 aprile - Jakub Uchański, arcivescovo cattolico polacco (n. 1502)

## Maggio(3)
- 16 maggio - Flavio Orsini, cardinale e vescovo cattolico italiano (n. 1532)
- 16 maggio - Alessandro Sforza di Santa Fiora, cardinale italiano (n. 1534)
- 27 maggio - Kristóf Báthory, nobile rumeno (n. 1530)

## Giugno(3)
- 2 giugno - James Douglas, IV conte di Morton, conte scozzese
- 5 giugno - Francesco Porto, umanista greco (n. 1511)
- 9 giugno - Jean de Croÿ, politico, militare e nobile belga

## Luglio(3)
- 11 luglio - Peder Skram, ammiraglio danese (n. 1503)
- 23 luglio - George van Lalaing, nobile olandese (n. 1536)
- 25 luglio - Luigi Pico della Mirandola, nobile italiano (n. 1526)

## Agosto(1)
- 17 agosto - Sabina di Württemberg, nobile (n. 1549)

## Settembre(8)
- 1º settembre - Guru Ram Das (n. 1534)
- 3 settembre - Ottavio Santacroce, vescovo cattolico e diplomatico italiano (n. 1542)
- 5 settembre - Oberto Foglietta, storico italiano (n. 1518)
- 6 settembre - Guillaume Postel, linguista, astronomo e orientalista francese (n. 1510)
- 17 settembre - Achille Stazio, umanista e scrittore portoghese (n. 1524)
- 18 settembre - Peter Nirsch, serial killer tedesco
- 21 settembre - Mikhail Rizzi, patriarca cattolico libanese
- 29 settembre - Andreas Musculus, teologo tedesco (n. 1514)

## Ottobre(2)
- 7 ottobre - Onorato I di Monaco, monegasco (n. 1522)
- 9 ottobre - Luigi Bertrando, religioso e missionario spagnolo (n. 1526)

## Novembre(5)
- 4 novembre - Mathurin Romegas, militare francese
- 10 novembre - Bayinnaung, sovrano, generale e condottiero birmano (n. 1516)
- 19 novembre - Ivan Ivanovič di Russia, russo (n. 1554)
- 21 novembre - Kikkawa Tsuneie, militare giapponese (n. 1547)
- 30 novembre - Pietro Foscari, politico italiano (n. 1517)

## Dicembre(7)
- 1º dicembre - Alexander Briant, presbitero e gesuita inglese (n. 1556)
- 1º dicembre - Edmund Campion, presbitero e gesuita inglese (n. 1540)
- 1º dicembre - Ralph Sherwin, presbitero inglese
- 1º dicembre - Agostino de Vivo, presbitero, teologo e filosofo italiano
- 11 dicembre - Maria d'Austria, duchessa (n. 1531)
- 21 dicembre - Jean de la Cassiere, militare francese (n. 1502)
- 25 dicembre - Jacques de Billy, monaco cristiano, teologo e grecista francese (n. 1535)

## Senza giorno specificato(24)
- Francisco de Aguirre, militare spagnolo
- Richard Bristow, teologo britannico (n. 1538)
- Alfonso Carafa, nobile italiano
- Hellier de Carteret, nobile britannico (n. 1532)
- Prospero Centurione Fattinanti, doge
- Pedro Chacón, matematico e teologo spagnolo (n. 1526)
- Lelio Giordano, arcivescovo cattolico italiano
- Pieter Huys, pittore fiammingo (n. 1519)
- Hubert Languet, politico francese (n. 1518)
- Mayadunne di Sitawaka, sovrano singalese
- Georgette de Montenay, scrittrice francese (n. 1540)
- Ippolita Paleotti, nobildonna e poetessa italiana
- Willem de Pannemaker, artista fiammingo (n. 1512)
- Gerolamo Porporato, giurista e politico italiano (n. 1517)
- Frans Pourbus il Vecchio, pittore fiammingo (n. 1545)
- Pietro Raxis il vecchio, pittore e scultore italiano (n. 1506)
- Andrea Relencini, matematico e artigiano italiano (n. 1541)
- Nicholas Sanders, religioso e teologo britannico (n. 1530)
- Filippo di Savoia-Racconigi, nobile
- Venetiano Sergenti, pittore e scultore italiano
- Antonio Terminio, poeta e storico italiano (n. 1529)
- Justus Velsius, fisico e matematico olandese (n. 1510)
- Thomas Wilson, letterato britannico (n. 1523)
- Giulio della Rovere, religioso italiano (n. 1504)